# 18426 Maffei
18426 Maffei (1993 YN2) là một tiểu hành tinh vành đai chính được phát hiện ngày 18 tháng 12 năm 1993, bởi E. Colzani và G. Ventre ở Sormano.